# Масакр у Тијароју
Масакр у Тијароју извршила је 1. децембра 1944. године француска војска над ветеранима из Француске западне Африке који су учествовали битци за Француску 1940. године. Ови припадници Тираљер Сенегалез су недавно били ослобођени из заробљеничких логора. Након превоза у Западну Африку односно војни логор Тијарој у предграђу Дакара, побунили су се против ужасних услова и слабих прихода. Убијено је између 35 и 400 ветерана. 

## Позадина
Током битке за Француску 1940, немачке трупе заробиле су око 120.000 војника из француских колонија. Вођени немачком расном идеологијом, Немци су одмах након заробљавања на месту побили између 1.000 и 1.500 заробљеника тамне боје коже у периоду током маја и јуна 1940. године. За разлику од белачких заробљеника који су одвођени у Немачку, Немци су тамнопуте заробљенике држали у логорима по Француској под изликом спречавања ширења тропских болести. Прави разлог је био да нацисти спрече било какву могућност „расног оскврнућа” немачких жена од стране црнаца, будући да је мешање раса било забрањено Нирнбершким законима из 1935. године.
Након савезничког искрцавања у Нормандији у јуну 1944, заробљенички логори с војницима из француских колонија су убрзо били ослобођени, а ветерани транспортовани у Западну Африку.  Дана 5. новембра 1944, група од 1.635 бивших заробљеника кренула је британским бродом из луке Морле. У Дакар су упловили 21. новембра и били привремено смештени у војни логор Тијарој, у предграђу Дакара.
Незадовољство у редовима тињало је још од ослобођења из заробљеничких логора. Општа неорганизованост француских власти узроковала је њихово стално одгађање репатријације. Сем тога, нису примили демобилизационе бенефите чак ни пре транспорта у Африку, осим 1.500 франака плаћено унапед. Остали проблеми тицали су се несразмера у вредности метрополитанског франка и колонијалног франка, који је имао мању вредност.
Дана 25. новембра, груп ветерана која је требала да буде упућена у Бамако, одбила је послушност док се сва процедура везана уз демобилизацију не реши. Бригадни генерал Марсел Дањан посетио је логор 28. новембра, али су га дочекали гневни ветерани који више нису хтели да слушају излике и трпе одгађања око решења својих статуса. Дањан је прогласио стање побуне у логору и одлучио да реши проблем применом силе. Инцидент је проглашен побуном, јер су поједини војници на себи и даље носили војничке униформе и били наоружани, иако су званично сви били демобилисани.

## Масакр
Ујутри 1. децембра око 6:30 часова, делови 1. регименте Тираљер Сенегалез и 7. регимента Тираљер Сенегалез, ојачане снагама из локалних јединица Националне жандармерије, деловима 6. регименте Колонијалне артиљерије и једним тенком М3 Стјуарт ушли су у логор с циљем да угуше наводну побуну.
Ситуација је ескалирала око 9:30 часова када су према извештајима француских колонијалних власти, ветерани из барака отворили ватру. Остале верзије говоре да је пуцањ упозорења у ваздух од стране колонијалних трупа покренуо свеопште комешање. У општој паљби која је уследила, унутар пар минута погинуло је на лицу места 24 ветерана, док је њих 11 убрзо подлегло ранама. Каснији Дањанов извештај од 5. децембра наводи да је на лицу места убијено 24, а накнадно у болници преминуло додатних 46 ветерана, што је укупно 70 жртава. Неки од преживелих ветерана касније су тврдили да су извештаји лажирани како би се умањила трагедија, те да је број убијених био око 300 ветерана.

## Последице
Наредне године, 34-орица ветерана, за које се претпостављало да су били вође побуне, осуђени су на затворске казне у распону од једне до десет година. Француски председник Венсан Ориол их је све помиловао током посете Сенегалу 1947, али удовице ветерана никад нису добиле ветеранске мировине, које се иначе деле удовицама погинулих војника.
Док је у самој Француској масакр ветерана у Тијароју заташкаван, он је снажно одјекнуо Француском Западном Африком. Догађај је узроковао јаанје антиколонијалног покрета промену општег мнења према Француској, као колонијалној сили која гледа само своје интересе, док ће Африканци без обзира боре ли се раме уз раме с колонизаторима, ипак увек да буду уједињени једино у заједничкој патњи наспрам колонизатора.

## Сећање
Сенегалски редитељ Усман Сембан снимио је 1988. године филм „Camp de Thiaroye”, који описује догађаје који су довели до масакра, те сам масакр. Филмски критичари су га оценили као вредан историјски докуменат који ће да одржи живим сећање на Тијарој. Филм је у Француској био забрањен за јавно емитовање 10 година.
Покољ у Тијароју се ни до дан данас не помиње у француским школским уџбеницима.
Сенегалски песник и политичар Леополд Седар Сенгор написао је поему “Thiaroye” у знак сећања на жртве.